# Kararaô
Kararaô (Kararaho, Caiapós-cararaôs), jedna od Kayapó skupina danas naseljeni na rezervatu Reserva Indígena Kararaô (S 4° 10' 3" W 52° 53' 10") u brazilskoj državi Pará. Kararaô zajedno sa skupinama Kôkraimôrô, Kuben-Kran-Krên i Gorotire čine širu skupinu Gorotire.
Na njihovom području izgrađena je brana na rijeci Xingu koja je dobila ime po njima, a kasnije joj je ime promijenjeno u Belo Monte.